# گروگان‌گیری ۲۰۱۴ سیدنی

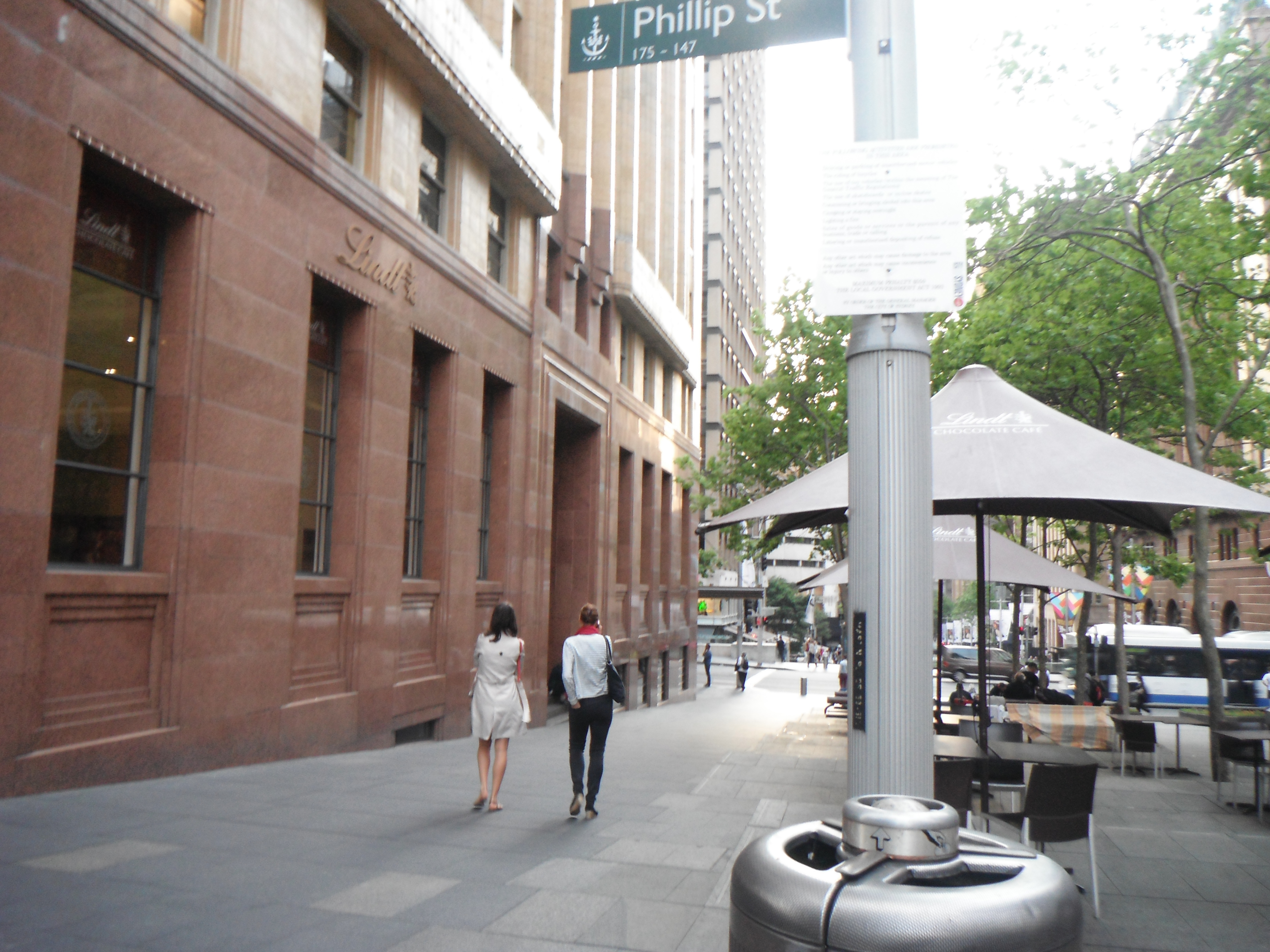
تصویری از کافه شکلات لیندت، محل این گروگانگیری، در سال ۲۰۱۳

حادثه گروگان‌گیری سیدنی ۲۰۱۴ در روز ۱۵ دسامبر ۲۰۱۴ در ساعت ۹:۴۴ صبح در ایالت نیو ساوت ولز در استرالیا آغاز شد و در ساعت ۲:۴۴ صبح روز ۱۶ دسامبر با دخالت پلیس پایان گرفت.
در این حادثه یک فرد مسلح وارد یک کافه متعلق به شرکت سازندهٔ شکلات لیندت اند اشپرونگلی در مرکز سیدنی شد و تعدادی از کارکنان و مشتریان درون کافه را به گروگان گرفت. فرد گروگانگیر کمی بعد به نام شیخ هارون شناسایی شد که پناهنده‌ای ایرانی‌الاصل است. این گروگان‌گیری با حملهٔ پلیس به پایان رسید. مردی که اقدام به گروگان‌گیری نموده بود، یکی از درخواستهایش این بود بود که پرچم «دولت اسلامی عراق و شام (داعش)» در اختیارش قرار گیرد، اما پرچمی که در اختیار وی قرار گرفت و در کافه نشان داده شد شبیه پرچم «حکومت اسلامی» نبود، هرچند شهادتین بر آن نقش بسته بود و زمینه سیاه داشت. همچنین وی ادعا کرده بود چهار بمب در نقاط مختلف شهر کار گذاشته شده‌است.
همزمان با گروگان‌گیری در مرکز شهر سیدنی، خانه اپرای شهر نیز در پی کشف بسته‌ای مشکوک، تخلیه و تعطیل شد.

## پایان گروگانگیری
پس از ۱۶ ساعت گروگانگیری، پلیس سیدنی رسماً تأیید کرد که گروگان‌گیری پایان یافته‌است.
پایان ماجرا با شلیک نخستین تیر از طرف شیخ هارون آغاز شد و پلیس پس از شنیدن صدای تیر تصمیم به حمله گرفت. اعضای تیم مسلحی که به گروگان‌گیری پایان داد در واقع از کماندوهای هنگ سلطنتی استرالیا بودند. پلیس از مهمات جنگی و همچنین وسایلی که صدا و نور شدید تولید می‌کنند برای گیج کردن گروگان‌گیر استفاده کرد. پس از ورود پلیس به کافهٔ محل گروگان‌گیری هویت فرد گروگانگیر به نام شیخ هارون تأیید شد.
در این حادثه ۱۷ نفر گروگان گرفته شده بودند که ابتدا پنج نفر و بعد از آن هفت نفر دیگر فرار کردند.
در این حادثه سه نفر از جمله فرد گروگان‌گیر در جریان حمله کماندوها کشته و چهار نفر دیگر از جمله یک پلیس ۳۹ ساله که گلوله به صورتش آسیب رسانده بود، زخمی شدند. به گفته پلیس دیگر کشته‌شدگان این حادثه یک مرد ۳۴ ساله و یک زن ۳۸ ساله بودند.

## واکنش دولت ایران
در همان شب و پس از پایان یافتن حادثه، مرضیه افخم سخنگوی وزارت امور خارجه ایران گروگانگیری در سیدنی را محکوم کرد و گفت: «توسل به شیوه‌های ضد انسانی و ایجاد رعب و وحشت به‌نام دین رحمانی اسلام تحت هیچ شرایطی توجیه‌پذیر نیست.» افخم با ابراز شگفتی از انتشار «اخبار غیردقیق و ناقص» در مورد پناهنده ایرانی که نامش به عنوان مظنون گروگان‌گیری مطرح شده، گفت: سوابق و شرایط روحی - روانی این فرد که نزدیک به دو دهه قبل به استرالیا پناهنده شده، مکرراً با مقامات استرالیا مطرح شده‌است و وضعیت وی برای مسوولان ذی‌ربط آن کشور کاملاً روشن بوده‌است.